# جان کروکیداس
جان کروکیداس (انگلیسی: John Krokidas؛ زادهٔ ۱ اکتبر ۱۹۷۳) یک کارگردان فیلم، و فیلم‌نامه‌نویس اهل ایالات متحده آمریکا است. وی از سال ۱۹۹۸ میلادی تاکنون مشغول فعالیت بوده‌است. او برای اولین فیلم کارگردانی خود، در سال ۲۰۱۳ درام زندگینامه‌ای عزیزانت را بکش شناخته شده است.